# Association Sportive Togo-Port
L'Association Sportive Togo-Port és un club futbol togolès de la ciutat de Lomé. Juga els seus partits a l'Estadi Agoè-Nyivé.

## Palmarès
- Lliga togolesa de futbol:[2]
  - 2017
- Copa togolesa de futbol:[3]
  - 2006, 2017